# Barichneumon queyranus
Barichneumon queyranus là một loài tò vò trong họ Ichneumonidae.